# Taichi Sakuma
Taichi Sakuma (japanisch 佐久間 太一 Sakuma Taichi; * 12. Juni 2003 in Chiba, Präfektur Chiba) ist ein japanischer Fußballspieler.

## Karriere
Taichi Sakuma erlernte das Fußballspielen in den Jugendmannschaften vom Buddy SC Chiba und JEF United Ichihara Chiba. Hier unterschrieb er am 1. Februar 2022 seinen ersten Profivertrag. Der Verein aus Ichihara, einer Stadt in der Präfektur Chiba, spielt in der zweiten japanischen Liga. Sein Zweitligadebüt gab Taichi Sakuma am 13. März 2022 (4. Spieltag) im Auswärtsspiel gegen Zweigen Kanazawa. Hier wurde er in der 82. Minute für Solomon Sakuragawa eingewechselt. JEF gewann das Spiel durch ein Tor von Tomoya Miki mit 1:0. In seiner ersten Saison bestritt er neun Ligaspiele. Zu Beginn der Saison 2023 wechselte er auf Leihbasis zum Drittligisten Vanraure Hachinohe. Für den Verein aus Hachinohe bestritt er zwei Ligaspiele. Nach der Ausleihe kehrte er Ende Januar 2024 zu JEF United zurück. Nach insgesamt zehn Ligaspielen wurde sein Vertrag nach der Saison 2024 nicht verlängert.